# Enos
Enos (... – ...) (ebraico: אֱנוֹשׁ ʾĔnōš; "uomo mortale"; arabo: أَنُوش/يَانِش, romanizzato: Yāniš/'Anūš; greco: Ἐνώς Enṓs; Ge'ez : ሄኖስ /Henos) è un personaggio biblico antidiluviano, secondo discendente diretto di Adamo ed Eva, è descritto come il primo figlio di Set che figura nelle Generazioni di Adamo, ed è anche menzionato nelle genealogie di 1Cronache. Secondo il cristianesimo, fa parte della genealogia di Gesù come menzionato in Luca 3,38.
È citato nel Libro della Genesi.

## Nella Bibbia
Secondo la Genesi Masoretica, Set aveva 105 anni quando nacque Enos (205 anni nella LXX), e Seth ebbe altri figli e figlie. Enos era il nipote di Adamo ed Eva (Genesi 5,6-11; Luca 3,38). Secondo Seder Olam Rabbah, basato sul calcolo ebraico, nacque nell'AM 235. Secondo la Settanta, era nell'AM 435.
Enos era il padre di Chenan, che nacque quando Enos aveva 90 anni  (o 190 anni, secondo la Settanta).
Secondo la Bibbia, Enos morì all'età di 905 anni, quando Noè aveva 84 anni (secondo la cronologia masoretica).